# Villa Elisabeth (Darmstadt)
Die Villa Elisabeth in der Moosbergstraße 2 ist eine denkmalgeschützte Villa in der südhessischen Stadt Darmstadt.

## Geschichte und Beschreibung
Die Villa Elisabeth wurde im Jahre 1893 erbaut.
Stilistisch gehört die im Renaissancestil errichtete Villa zum Späthistorismus.
Bauherr war der Militärbaumeister und spätere Rentier Ludwig Selck.
Bis zum Jahre 1933 wurde die Villa als Privatwohnhaus genutzt.
Danach wurde das Gebäude von Parteiorganisationen genutzt.
Nach dem Zweiten Weltkrieg wurde die Villa von verschiedenen Behörden als Ausweichquartier genutzt.
Ab dem Jahre 1960 wurde das Gebäude als Schulhaus genutzt, später als höhere Fachschule.
Von 1969 bis Mitte der 1970er-Jahre diente es als Studentenwohnheim.
Ab dem Jahre 1976 wurde die Villa als Pachtbesitz zum Wohnhaus umgebaut.
Die asymmetrisch gegliederte Villa besitzt Motivanklänge ländlicher Bauweise in Form von kunstvoll gesägten Ornamenten im Giebel des Freigespärres unter dem vorkragenden Dach.
Das Gebäude besitzt einen seitlichen Turmbau mit einer abschließenden Turmgalerie.
Die schlichte Einfriedung und das Gartenhaus sind im ursprünglichen Zustand erhalten geblieben.
In den 2010er-Jahren wurde das Anwesen saniert.
Erhaltenswerte historische Ausstattungselemente sind das repräsentative Treppenhaus, Fenster, Sandsteinfensterbänke, Türen, Lambrien, Terrazzoböden, hölzerne Kassettendecken und der Stuck.
Der alte Putz wurde entfernt und durch neuen ersetzt.
Mit spanischem Naturschiefer wurde das Dach neu gedeckt.

## Denkmalschutz
Aus architektonischen, baukünstlerischen und stadtgeschichtlichen Gründen steht die an dominanter Stelle stehende Villa unter dem Denkmalschutz des Landes Hessen.